# Cicindela marginata
Cicindela marginata este o specie de insecte coleoptere descrisă de Fabricius în anul 1775. Cicindela marginata face parte din genul Cicindela, familia Carabidae. Această specie nu are alte subspecii cunoscute.